# Baryphyma
Baryphyma es un género de arañas araneomorfas de la familia Linyphiidae. Se encuentra en la zona holártica.

## Lista de especies
Según The World Spider Catalog 12.0:
- Baryphyma gowerense (Locket, 1965)
- Baryphyma insigne (Palmgren, 1976)
- Baryphyma maritimum (Crocker & Parker, 1970)
- Baryphyma pratense (Blackwall, 1861)
- Baryphyma proclive (Simon, 1884)
- Baryphyma trifrons (O. Pickard-Cambridge, 1863)